# Saint-Michel-de-la-Roë
Pour les articles homonymes, voir Saint-Michel.
Saint-Michel-de-la-Roë [sɛ̃ miʃɛl də la ʁo] est une commune française, située dans le département de la Mayenne en région Pays de la Loire, peuplée de 255 habitants.
La commune fait partie de la province historique de l'Anjou (Haut-Anjou).

## Géographie
La commune est située dans la Mayenne angevine.
Les villes les plus proches sont situées dans différents départements :
- 12,2 km, La Guerche-de-Bretagne (Ille-et-Vilaine) ;
- 13,3 km, Renazé et 15,9 km, Craon (Mayenne) ;
- 16,8 km, Pouancé (Maine-et-Loire).

La commune est aussi à 18,3 km de la Loire-Atlantique.

### Climat
Pour des articles plus généraux, voir Climat des Pays de la Loire et Climat de la Mayenne.
En 2010, le climat de la commune est de type climat océanique altéré, selon une étude du CNRS s'appuyant sur une série de données couvrant la période 1971-2000. En 2020, Météo-France publie une typologie des climats de la France métropolitaine dans laquelle la commune est exposée à un climat océanique et est dans la région climatique  Bretagne orientale et méridionale, Pays nantais, Vendée, caractérisée par une faible pluviométrie en été et une bonne insolation. 
Pour la période 1971-2000, la température annuelle moyenne est de 11,5 °C, avec une amplitude thermique annuelle de 13,5 °C. Le cumul annuel moyen de précipitations est de 771 mm, avec 12,8 jours de précipitations en janvier et 7,1 jours en juillet. Pour la période 1991-2020, la température moyenne annuelle observée sur la station météorologique de Météo-France la plus proche, sur la commune de Ballots à 6 km à vol d'oiseau, est de 11,8 °C et le cumul annuel moyen de précipitations est de 782,1 mm,. Pour l'avenir, les paramètres climatiques de la commune estimés pour 2050 selon différents scénarios d'émission de gaz à effet de serre sont consultables sur un site dédié publié par Météo-France en novembre 2022.

## Urbanisme

### Typologie
Au 1er janvier 2024, Saint-Michel-de-la-Roë est catégorisée commune rurale à habitat très dispersé, selon la nouvelle grille communale de densité à sept niveaux définie par l'Insee en 2022.
Elle est située hors unité urbaine et hors attraction des villes,.

### Occupation des sols
L'occupation des sols de la commune, telle qu'elle ressort de la base de données européenne d’occupation biophysique des sols Corine Land Cover (CLC), est marquée par l'importance des territoires agricoles (92,8 % en 2018), une proportion identique à celle de 1990 (92,8 %). La répartition détaillée en 2018 est la suivante : 
terres arables (53 %), prairies (19,6 %), zones agricoles hétérogènes (14,7 %), forêts (7,2 %), cultures permanentes (5,5 %). L'évolution de l’occupation des sols de la commune et de ses infrastructures peut être observée sur les différentes représentations cartographiques du territoire : la carte de Cassini (XVIIIe siècle), la carte d'état-major (1820-1866) et les cartes ou photos aériennes de l'IGN pour la période actuelle (1950 à aujourd'hui).

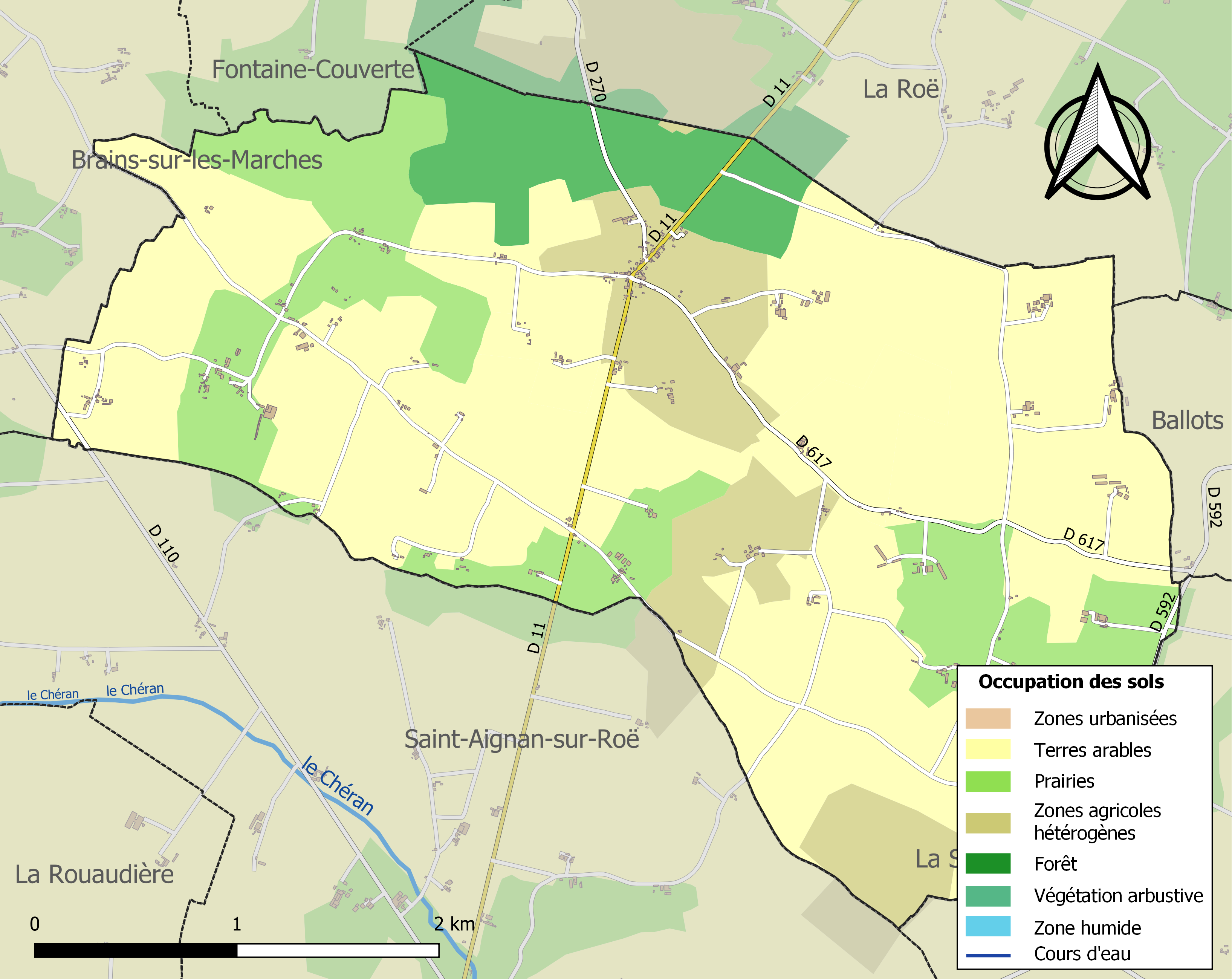
Carte des infrastructures et de l'occupation des sols de la commune en 2018 (CLC).

## Histoire

### Moyen Âge
Au Moyen Âge puis sous l'Ancien Régime, le fief de la baronnie angevine de Craon dépend de la sénéchaussée principale d'Angers et du pays d'élection de Château-Gontier.
Le chartrier de La Roë rédige une charte au XVe siècle afin de faire valoir les intérêts du seigneur de Brécharnon (situé en Saint-Michel), attribuant à son ancêtre Albéric, vivant en 1119, la fondation de la paroisse de Saint-Michel.
En 1150, Saint-Michel-de-la-Roë entre dans l'histoire sous le nom de Sacerdos sancti Michaelis (prêtre de Saint-Michel), à une époque où le prêtre de la paroisse naissante, Herlonius, concédait la « dime des laines » de Saint-Michel aux religieux de la Roë.
La seigneurie de Saint-Michel prête ensuite son nom à une famille de chevalerie dont les membres Mathieu et Bernard sont bienfaiteurs de l'abbaye de la Roë.
En 1203, la terre appartient à la famille de La Jaille, seigneurs de la Rouaudière, qui la transmit à la maison de Scépeaux.

### Ancien régime
Le fief est réuni dès le XVIe siècle à la terre de Balisson (en Saint Michel) qui possède alors un prieuré dépendant de l'abbaye de la Roë et une chapelle qui abrite une statue de saint Aventin que l'on venait invoquer contre les maux de tête.
En 1615, des bandes de huguenots majoritairement normands, se disant être au prince de Condé, brisent le calice dans l'église paroissiale.
La commune doit lutter contre des épidémies en 1769 ainsi qu'au cours de l'hiver 1768-1769.

### Révolution française
Le 20 août 1795, les chouans viennent tuer monsieur Lorier, le maire de Saint-Michel, ainsi qu'un certain monsieur Doisneau. Le 20 septembre 1799, des insurgés viennent couper l'arbre de la liberté.

### XXesiècle
Au début du XXe siècle, l'église actuelle, dédiée à l'archange saint Michel, vient remplacer un édifice qui présentait originellement une nef étroite et un chœur avec chevet en abside.

## Héraldique
| Blason de Saint-Michel-de-la-Roë | Blason  | De gueules, à un bouclier ailé d’argent, chargé d’une croisette du champ ; au chef d’azur, à trois têtes de lion arrachées d’or, lampassées de gueules. |
| Blason de Saint-Michel-de-la-Roë | Détails | Le bouclier et les ailes symbolisent l’archange Michel, base du nom de la commune. Le bouclier permet également de rappeler l’abbaye de la Roë qui avait la forme d’une roue. Le chef est aux armes du seigneur de la Lande Belisson qui avait le village pour fief. La reprise intégrale du blason d’un seigneur étant interdite pour les municipalités, il suffit d’en emprunter un ou plusieurs éléments. Les ornements sont deux branches de chêne d’or, mises en sautoir par la pointe et liées de gueules afin de représenter les anciens bois de la commune qui portait autrefois le nom de Saint-Michel-des-Bois. Le listel d'argent porte le nom de la commune en lettres majuscules de sable. La couronne de tours dit que l’écu est celui d’une commune ; elle n’a rien à voir avec des fortifications. Le statut officiel du blason reste à déterminer. |

## Politique et administration
| Période                                  | Période    | Identité        | Étiquette | Qualité                          |
| ---------------------------------------- | ---------- | --------------- | --------- | -------------------------------- |
| ?                                        | mars 2001  | Hubert Chesnel  |           |                                  |
| mars 2001                                | avril 2014 | Clotilde Faguer | SE        | Animatrice en maison de retraite |
| avril 2014                               | En cours   | Pierrick Gilles | SE        | Agriculteur                      |
| Les données manquantes sont à compléter. |            |                 |           |                                  |

## Démographie
L'évolution du nombre d'habitants est connue à travers les recensements de la population effectués dans la commune depuis 1793. Pour les communes de moins de 10 000 habitants, une enquête de recensement portant sur toute la population est réalisée tous les cinq ans, les populations de référence des années intermédiaires étant quant à elles estimées par interpolation ou extrapolation. Pour la commune, le premier recensement exhaustif entrant dans le cadre du nouveau dispositif a été réalisé en 2005.
En 2022, la commune comptait 255 habitants, en évolution de −3,04 % par rapport à 2016 (Mayenne : −0,73 %, France hors Mayotte : +2,11 %).
| 1793 | 1800 | 1806 | 1821 | 1831 | 1836 | 1841 | 1846 | 1851 |
| ---- | ---- | ---- | ---- | ---- | ---- | ---- | ---- | ---- |
| 709  | 672  | 408  | 784  | 610  | 694  | 694  | 742  | 750  |

| 1856 | 1861 | 1866 | 1872 | 1876 | 1881 | 1886 | 1891 | 1896 |
| ---- | ---- | ---- | ---- | ---- | ---- | ---- | ---- | ---- |
| 714  | 706  | 741  | 708  | 698  | 655  | 642  | 660  | 636  |

| 1901 | 1906 | 1911 | 1921 | 1926 | 1931 | 1936 | 1946 | 1954 |
| ---- | ---- | ---- | ---- | ---- | ---- | ---- | ---- | ---- |
| 621  | 598  | 587  | 503  | 513  | 487  | 482  | 492  | 471  |

| 1962 | 1968 | 1975 | 1982 | 1990 | 1999 | 2005 | 2006 | 2010 |
| ---- | ---- | ---- | ---- | ---- | ---- | ---- | ---- | ---- |
| 457  | 438  | 317  | 281  | 230  | 210  | 228  | 231  | 249  |

| 2015 | 2020 | 2022 | - | - | - | - | - | - |
| ---- | ---- | ---- | - | - | - | - | - | - |
| 261  | 258  | 255  | - | - | - | - | - | - |

## Lieux et monuments

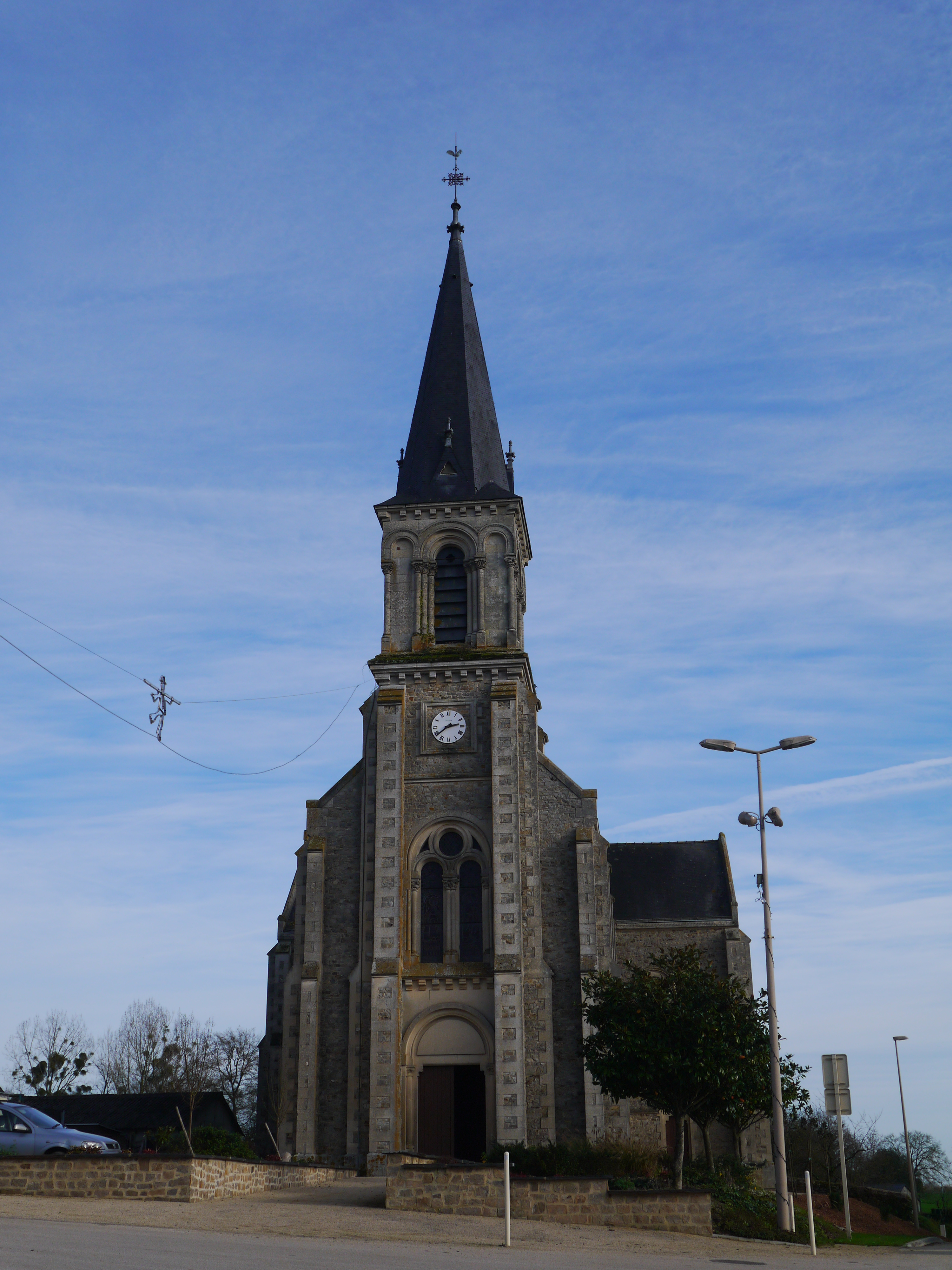
L'église Saint-Michel.

- Église Saint-Michel (XIXe siècle).